# Hirotada Ototake
Hirotada Ototake (乙武 洋匡, Ototake Hirotada) (né le 6 avril 1976) est un écrivain et journaliste sportif japonais originaire de Tokyo, au Japon.
Né sans bras ni jambes à cause d'une maladie génétique appelée "tetra-amelia", Ototake est devenu célèbre grâce à ses mémoires publiés en 1998 Personne n'est parfait (五体不満足, Gotai fumanzoku)  (ISBN 4770027648). Moins d'un an après sa publication, le livre est devenu la troisième meilleure vente de librairie au Japon depuis la Seconde Guerre mondiale. Le livre a depuis été traduit en plusieurs langues, notamment en anglais et en français.
Après la publication de son autobiographie, Ototake a démarré une carrière de journaliste sportif. En 2007, il est devenu instituteur dans l'école primaire Dai-Yon du quartier de Suginami à Tokyo. En 2013, il interprète son propre rôle dans un film basé sur les expériences de sa vie en tant qu'enseignant, だいじょうぶ3組 (Daijoubu 3 gumi) Nobody's Perfect (titre anglais), sorti au Japon et à Taïwan.
En 2016, alors qu'il est pressenti comme candidat aux élections à la Chambre des conseillers sous l'étiquette du Parti libéral-démocrate, le magazine Shūkan Shinchō rapporte qu'Ototake (qui est marié et a un enfant) aurait eu des relations extraconjugales. Ototake avoue alors sa faute à ce même magazine et présente des excuses publiques.